# 野路村
野路村（のろむら）は、広島県賀茂郡にあった村。現在の呉市の一部にあたる。

## 地理
- 河川：野呂川[1]、中畑川[2]、太田川[3]、中切川[4]
- 山岳：野呂山[1]

## 歴史
- 1889年（明治22年）4月1日、町村制の施行により、賀茂郡野呂村、中切村が発足[5]。
- 1942年（昭和17年）4月1日、上記2村が合併し、野路村が発足[1][6]。中畑、原畑、赤向坂、内平、女子畑、下垣内、中切の7大字を編成[1]。
- 1944年（昭和19年）1月1日、賀茂郡内海町、三津口町と合併し、安浦町を新設して廃止された[1][6]。

### 地名の由来
野呂山の麓に位置していることから。

## 産業
- 農業